# Amtsgericht Zehlendorf
Das Amtsgericht Zehlendorf (anfangs: Bezirksgericht Zehlendorf) war 1945 bis 1973 ein Gericht der ordentlichen Gerichtsbarkeit in Berlin.
Nach dem Zweiten Weltkrieg wurde die Gerichtsorganisation in Berlin kurzfristig neu geordnet. Die sowjetische Besatzungsmacht richtete in jedem Bezirk von Berlin ein Bezirksgericht ein. Für den Bezirk Zehlendorf entstand so das Bezirksgericht Zehlendorf. Die Bezirksgerichte erhielten später die Bezeichnungen Amtsgericht. 
Das Gericht hatte seinen Sitz in der Argentinischen Allee 4 und der Sven-Hedin-Straße 1.
Auf seiner 12. Sitzung beschloss die Alliierte Kommandantur am 27. September 1945 die Gerichtsstruktur der besetzten Stadt. Man kehrte hierbei zu der traditionellen Aufteilung mit drei Instanzen zurück. Es wurden wieder zwölf Amtsgerichte gebildet. Von den neu gebildeten Amtsgerichten blieben nur zwei bestehen. Dies waren das Amtsgericht Tiergarten und das Amtsgericht Zehlendorf.
Mit dem Gesetz über die Zusammenlegung der Amtsgerichte Lichterfelde, Schöneberg und Zehlendorf vom 13. Juli 1973 wurden die Amtsgerichte Lichterfelde und Zehlendorf aufgehoben. Der Gerichtssprengel kam zum Amtsgericht Schöneberg.